# 466 v. Chr.
Portal Geschichte | Portal Biografien | Aktuelle Ereignisse | Jahreskalender | Tagesartikel

◄ |
6. Jahrhundert v. Chr. |
5. Jahrhundert v. Chr. |
4. Jahrhundert v. Chr. |
►

◄ | 480er v. Chr. | 470er v. Chr. | 460er v. Chr. | 450er v. Chr. |
440er v. Chr. |
►

◄◄ | ◄ | 469 v. Chr. | 468 v. Chr. | 467 v. Chr. | 466 v. Chr. |
465 v. Chr. |
464 v. Chr. |
463 v. Chr. |
► |
►►

## Ereignisse
Nach dem Tod von Hieron I. wird sein Bruder Thrasybulos Tyrann von Syrakus. Wegen seiner Unfähigkeit und Grausamkeit wird er jedoch bald gestürzt. Syrakus erhält eine Demokratie nach dem Vorbild Athens.
Die Japyger besiegen die griechische Stadt Tarent in Süditalien. Aristoteles zufolge fallen dabei so viele Aristokraten, dass die demokratische Partei die Macht übernehmen und die Staatsform ändern kann.

## Gestorben
- 466 oder 469 v. Chr.: Leotychidas II., König von Sparta aus dem Geschlecht der Eurypontiden
- 466 oder 467 v. Chr.: Hieron I., Tyrann von Syrakus